# Housleyita
La housleyita és un mineral de la classe dels òxids. Rep el nom en honor del Dr. Bob Housley, de Pasadena, Califòrnia (EUA), en reconeixement de les seves contribucions a la mineralogia de la localitat tipus. Bob Housley va explorar la totalitat de la muntanya Otto prop de Baker, Califòrnia, i va redescobrir les mines oblidades, donant lloc al descobriment d'un conjunt d'espècies relacionades amb la tel·lurita.

## Característiques
La housleyita és un òxid de fórmula química Pb₆CuTe6+₄O18(OH)₂. Va ser aprovada com a espècie vàlida per l'Associació Mineralògica Internacional l'any 2009. Cristal·litza en el sistema monoclínic.
Segons la classificació de Nickel-Strunz, la housleyita pertany a «04.FD: Hidròxids amb OH, sense H₂O; cadenes d'octaedres que comparteixen angles» juntament amb els següents minerals: spertiniïta, bracewel·lita, diàspor, goethita, groutita, guyanaïta, montroseïta, tsumgallita, manganita, yttrotungstita-(Y), yttrotungstita-(Ce), frankhawthorneïta, khinita i parakhinita.

## Formació i jaciments
Va ser descrita gràcies a les mostres recollides a la mina Aga i al Bird Nest drift, tots dos indrets situats a la muntanya Otto, dins el distrcite miner de Silver Lake, al comtat de San Bernardino (Califòrnia, Estats Units). Posteriorment també ha estat descrita en altres mines properes, dins la mateixa zona, així com a la mina Emerald, a Tombstone (Arizona).